# Zárai határozat
A zárai határozat egy politikai dokumentum volt, amelyet 1905. október 17-én Zárában fogadtak el az Osztrák–Magyar Monarchia Birodalmi Tanácsának szerb képviselői, vagyis a dalmáciai szerb pártok (Szerb Párt) és horvát-szlavónországi szerb pártok (Szerb Néppárt, Radikális Párt és Szerb Független Párt) képviselői.
A határozattal a szerb politikusok elfogadják a 14 nappal korábban elfogadott fiumei határozat alapelveit azzal a feltétellel, hogy elismerik a szerb nép és a horvát egyenjogúságát, tanítják a szerb történelmet, használják a cirill ábécét és a nyelvet horvátnak, illetve szerbnek nevezik. Egyetértenek a Horvátország jogi helyzetének javítására irányuló kérésekben, és támogatják a Dalmácia Horvát-Szlavónországhoz csatolására irányuló horvát kérést. Egyúttal kifejezték készségüket, hogy a horvátok által a fiumei határozatban megfogalmazott feltételek mellett támogassák a magyar ellenzék törekvéseit az állami függetlenség elérésére. Míg a fiumei határozat elsősorban a horvát-magyar kapcsolatokról, a zárai határozat a horvát-szerb együttműködésről beszél. Horvátország és Dalmácia egyesítésének gondolata támogatásának feltétele az a kérés volt, hogy a háromegykirályságbeli horvátok külön hangsúlyozzák a szerb és a horvát nép egyenlőségét.
A szerb képviselők ezt követő, a horvát képviselőkkel folytatott tárgyalásokon 1905. november 14-én Zárában megállapodást írtak alá, amelyben hangsúlyozták, hogy a horvátok és a szerbek egy nemzet, amely együtt fog működni a horvátok lakta országok egyesítésén. Az aláíró képviselők arra a következtetésre jutottak, hogy ahogy azt már 1883-ban a dalmát országgyűlésen megállapították a jövőben a közös nyelvet horvátnak vagy szerbnek kell nevezni, hogy a horvát és a szerb történelmet, valamint latin és cirill ábécét egyformán tanítsák az iskolákban és azokban a dalmát önkormányzati tanácsokban, ahol a szerb képviselők aránya eléri az egyharmadot a horvát zászló mellett a szerb zászlót is ki kell tenni. Ezzel lezárult a horvát és szerb politikusok közeledése Horvátországban, mely megteremtette az alapot a horvát–szerb koalíció létrehozásához és az „új kurzus” politikai irányvonalának megvalósításához. A fiumei és a zárai határozat alapján megalakult a horvát–szerb koalíció nevű ellenzéki csoport, amely már 1905. december 11-én közzétette politikai programját.

## Fordítás
Ez a szócikk részben vagy egészben  a   Zadarska rezolucija című horvát Wikipédia-szócikk ezen változatának fordításán alapul.  Az eredeti cikk szerkesztőit annak laptörténete sorolja fel. Ez a jelzés csupán a megfogalmazás eredetét és a szerzői jogokat jelzi, nem szolgál a cikkben szereplő információk forrásmegjelöléseként.